# Ромодановский, Фёдор Борисович
Князь Фёдор Борисович Ромодановский († 1573) — московский дворянин, воевода и боярин в царствование Ивана IV Васильевича Грозного.
Из княжеского рода Ромодановские. Второй сын князя Бориса Васильевича Ромодановского. Имел братьев, князей: Василия по прозванию Трегуб, Ивана, Петра Шарапа и Большого, Михаила и Петра Меньшого Борисовичей.

## Биография
В 1538 году четвёртый воевода в Нижнем Новгороде "за городом". В ноябре 1542 года во Владимире, сперва в полку левой руки и в том же году состоял воеводою во Владимире же, в сторожевом полку. В сентябре 1543 года должен был идти из Галича во главе сторожевого полка на казанские места, но поход не состоялся. В 1545 году второй воевода в передовом полку в Суздале. В 1550 году в Муроме в передовом полку от "Казанской украины", в том же году послан воеводой на Укречь, а осенью 2-й воевода в Васильгороде, "за городом" для охранения запасов. В 1550 году упомянут, как тысячник 3-й статьи из Стародубских князей и во время государева похода послан собирать запасы. В октябре 1551 года написан двадцатым во вторую статью московских дворян. В апреле 1552 года послан пятым воеводой к Казани на реку Свияжск "город ставить", и велено ему быть там третьим воеводой для вылазок, где потом годовал воеводой: "Как Свияжской город поставили, царь и великий князь повелел ему с другими воеводами там годовати". В марте 1553 года ходил из Свияжска к Казани первым воеводой Сторожевого полка, а потом второй воевода Большого полка в походе на черемис, в августе встречал четвёртым Государя за два дня до его прибытия в Свияжск. В октябре 1553 года, после взятия Казани, князь Фёдор Борисович находясь воеводою в передовом полку судовой рати, выехал по приказу царя из Казани на судах в Нижний Новгород. В мае 1555 года пожалован в бояре, в июне третий воевода для вылазок в Казани, а в 1556 году второй воевода. В 1556 году постригся в монахи с именем Феодорит.
Скончался князь Фёдор Борисович в 1573 году в монашестве и погребен в Троице-Сергиевой лавре, бездетен.
Родовая вотчина Фёдора Борисовича в Стародубе Ряполовском была отписана в опричнину.
Сделал вклад в Троице-Сергиев монастырь 60 рублей (13 сентября 1554). Делал крупные пожертвования в монастыри: дал вклад Симонову монастырю 50 рублей (1561/62), Кирилло-Белозёрскому монастырю 50 рублей (1563/64), 50 рублей Иосифо-Волоколамскому монастырю (1564/65), 100 рублей в Троице-Сергиев монастырь (1565/66). Упомянут послухом, как князь Феодорит Ромодановский, в дарственной Троице-Сергиевому монастырю (1568/69).

## Критика
Имеются сомнения о пожаловании его титулом — боярин, т.к. с данным титулом он упомянут только в Русском биографическом словаре А.А. Половцева, куда это попало из Разрядной книги. В источниках М.Г. Спиридова, П.Н. Петрова и П.В. Долгорукова, а также в поколенной росписи поданной в 1682 году в Палату родословных дел это не подтверждается. В роду князей Ромодановских бояриным с именем Фёдор был только Фёдор Григорьевич Ромодановский.